# Tour du Portugal 2018
La 80e édition du Tour du Portugal Santander, a lieu du 1er au 12 août 2018. La course, qui est inscrite au calendrier de l'UCI Europe Tour 2018 en catégorie 2.1, est composée de 9 étapes en ligne, entre un prologue et un contre-la-montre.
Initialement vainqueur du général et de trois étapes, Raúl Alarcón est disqualifié pour dopage.

## Présentation
Le Tour du Portugal connaît en 2018 sa 80e édition. Il est organisé par la société Podium Events, à laquelle la Fédération portugaise de cyclisme (en) a concédé l'organisation jusqu'en 2025,. Depuis 2016, la banque Santander (en) est le sponsor principal de la course, dont le nom officiel est devenu Volta a Portugal Santander,.

### Équipes
Classé en catégorie 2.1 de l'UCI Europe Tour, le Tour du Portugal est par conséquent ouvert aux WorldTeams dans la limite de 50 % des équipes participantes, aux équipes continentales professionnelles, aux équipes continentales et aux équipes nationales.
Dix-neuf équipes participent à ce Tour du Portugal - quatre équipes continentales professionnelles et quinze équipes continentales :
| Équipe continentale professionnelle | Équipe continentale professionnelle | Équipe continentale professionnelle |
| Nom de l'équipe                     | Pays                                | Code                                |
| ----------------------------------- | ----------------------------------- | ----------------------------------- |
| Caja Rural-Seguros RGA              | Espagne                             | CJR                                 |
| Euskadi Basque Country-Murias       | Espagne                             | EUS                                 |
| Israel Cycling Academy              | Israël                              | ICA                                 |
| WB-Aqua Protect-Veranclassic        | Belgique                            | WVA                                 |

| Équipes continentales    | Équipes continentales | Équipes continentales |
| Nom de l'équipe          | Pays                  | Code                  |
| ------------------------ | --------------------- | --------------------- |
| Aviludo-Louletano-Uli    | Portugal              | ALU                   |
| Amore & Vita-Prodir      | Bulgarie              | AVP                   |
| Differdange-Losch        | Luxembourg            | CCD                   |
| Ecuador                  | Équateur              | ECU                   |
| Efapel                   | Portugal              | EFP                   |
| LA Aluminios             | Portugal              | LAA                   |
| Liberty Seguros-Carglass | Portugal              | LSC                   |
| Miranda-Mortágua         | Portugal              | MIR                   |
| RP Boavista              | Portugal              | RPB                   |
| Sporting-Tavira          | Portugal              | STA                   |
| Coop                     | Norvège               | TCO                   |
| MsTina-Focus             | Roumanie              | TCT                   |
| Sapura Cycling           | Malaisie              | TSC                   |
| Vito-Feirense-BlackJack  | Portugal              | VFB                   |
| W52-FC Porto             | Portugal              | W52                   |

## Étapes
L'édition 2018 du Tour du Portugal est composée de onze étapes pour un total de 1 589,1 kilomètres à parcourir. Le 7 août est la journée de repos.
| Étape     | Date    | Villes étapes                 | type                        | Distance (km) | Vainqueur d'étape        | Leader du classement général |
| --------- | ------- | ----------------------------- | --------------------------- | ------------- | ------------------------ | ---------------------------- |
| Prologue  | 1 août  | Setúbal – Setúbal             | prologue                    | 1,8           | Rafael Reis              | Rafael Reis                  |
| 1re étape | 2 août  | Alcácer do Sal – Albufeira    | étape vallonnée             | 191,8         | Riccardo Stacchiotti     | Rafael Reis                  |
| 2e étape  | 3 août  | Beja – Portalegre             | étape vallonnée             | 195,3         | Vicente García de Mateos | Rafael Reis                  |
| 3e étape  | 4 août  | Sertã – Oliveira do Hospital  | étape de moyenne montagne   | 175,9         | Raúl Alarcón             | Raúl Alarcón                 |
| 4e étape  | 5 août  | Guarda – Covilhã              | étape de montagne           | 171,4         | Raúl Alarcón             | Raúl Alarcón                 |
| 5e étape  | 6 août  | Sabugal – Viseu               | étape vallonnée             | 191,7         | Riccardo Stacchiotti     | Raúl Alarcón                 |
| 6e étape  | 8 août  | Sernancelhe – Boticas         | étape de montagne           | 165,4         | Domingos Gonçalves       | Raúl Alarcón                 |
| 7e étape  | 9 août  | Montalegre – Viana do Castelo | étape vallonnée             | 165,5         | Enrique Sanz             | Raúl Alarcón                 |
| 8e étape  | 10 août | Barcelos – Braga              | étape de moyenne montagne   | 147,6         | Vicente García de Mateos | Raúl Alarcón                 |
| 9e étape  | 11 août | Felgueiras – Mondim de Basto  | étape de montagne           | 155,2         | Raúl Alarcón             | Raúl Alarcón                 |
| 10e étape | 12 août | Fafe – Fafe                   | contre-la-montre individuel | 17,3          | Vicente García de Mateos | Raúl Alarcón                 |

## Déroulement de la course

### Prologue
Setúbal – Setúbal : 1,8 km
Malgré la chaleur à Setúbal, le coureur portugais, Rafael Reis, expert en contre la montre et régional de l'étape remporte le court prologue 1,8 km en 2 minutes et 18 secondes. Il conquiert ainsi le premier maillot jaune de cette édition. Il y a deux ans, lorsqu'il représentait l'Équipe cycliste W52-FC Porto, il a également remporté le Prologue à Oliveira de Azeméis.
| \| Classement de l'étape \| Classement de l'étape \| Classement de l'étape \| Classement de l'étape \| Classement de l'étape \| \| Coureur \| Coureur \| Pays \| Équipe \| Temps \| \| --------------------- \| --------------------- \| --------------------- \| ------------------------ \| --------------------- \| \| 1er \| Rafael Reis \| Portugal \| Caja Rural-Seguros RGA \| 2 min 18 s \| \| 2e \| César Martingil \| Portugal \| Liberty Seguros-Carglass \| + 2 s \| \| 3e \| Louis Bendixen \| Danemark \| Team Coop \| + 3 s \| \| 4e \| Daniel Mestre \| Portugal \| Efapel \| + 3 s \| \| 5e \| Domingos Gonçalves \| Portugal \| Rádio Popular-Boavista \| DQ \| \| 6e \| Mario González Salas \| Espagne \| Sporting-Tavira \| + 4 s \| \| 7e \| Olivier Pardini \| Belgique \| Differdange-Losch \| + 4 s \| \| 8e \| João Matias \| Portugal \| Vito-Feirense-BlackJack \| + 4 s \| \| 9e \| Alexander Grigoriev \| Russie \| Sporting-Tavira \| + 5 s \| \| 10e \| Ivan Centrone \| Luxembourg \| Differdange-Losch \| + 5 s \| |                      |            |                          |            |
| |                      |            |                          |            |
| Source : ProCyclingStats |                      |            |                          |            |
| Classement de l'étape |                      |            |                          |            |
| Coureur | Coureur              | Pays       | Équipe                   | Temps      |
| 1er | Rafael Reis          | Portugal   | Caja Rural-Seguros RGA   | 2 min 18 s |
| 2e | César Martingil      | Portugal   | Liberty Seguros-Carglass | + 2 s      |
| 3e | Louis Bendixen       | Danemark   | Team Coop                | + 3 s      |
| 4e | Daniel Mestre        | Portugal   | Efapel                   | + 3 s      |
| 5e | Domingos Gonçalves   | Portugal   | Rádio Popular-Boavista   | DQ         |
| 6e | Mario González Salas | Espagne    | Sporting-Tavira          | + 4 s      |
| 7e | Olivier Pardini      | Belgique   | Differdange-Losch        | + 4 s      |
| 8e | João Matias          | Portugal   | Vito-Feirense-BlackJack  | + 4 s      |
| 9e | Alexander Grigoriev  | Russie     | Sporting-Tavira          | + 5 s      |
| 10e | Ivan Centrone        | Luxembourg | Differdange-Losch        | + 5 s      |

| \| Classement général \| Classement général \| Classement général \| Classement général \| Classement général \| \| Coureur \| Coureur \| Pays \| Équipe \| Temps \| \| ------------------ \| -------------------- \| ------------------ \| ------------------------ \| ------------------ \| \| 1er \| Rafael Reis \| Portugal \| Caja Rural-Seguros RGA \| 2 min 18 s \| \| 2e \| César Martingil \| Portugal \| Liberty Seguros-Carglass \| + 2 s \| \| 3e \| Louis Bendixen \| Danemark \| Team Coop \| + 3 s \| \| 4e \| Daniel Mestre \| Portugal \| Efapel \| + 3 s \| \| 5e \| Domingos Gonçalves \| Portugal \| Rádio Popular-Boavista \| DQ \| \| 6e \| Mario González Salas \| Espagne \| Sporting-Tavira \| + 4 s \| \| 7e \| Olivier Pardini \| Belgique \| Differdange-Losch \| + 4 s \| \| 8e \| João Matias \| Portugal \| Vito-Feirense-BlackJack \| + 4 s \| \| 9e \| Alexander Grigoriev \| Russie \| Sporting-Tavira \| + 5 s \| \| 10e \| Ivan Centrone \| Luxembourg \| Differdange-Losch \| + 5 s \| |                      |            |                          |            |
| |                      |            |                          |            |
| Source : ProCyclingStats |                      |            |                          |            |
| Classement général |                      |            |                          |            |
| Coureur | Coureur              | Pays       | Équipe                   | Temps      |
| 1er | Rafael Reis          | Portugal   | Caja Rural-Seguros RGA   | 2 min 18 s |
| 2e | César Martingil      | Portugal   | Liberty Seguros-Carglass | + 2 s      |
| 3e | Louis Bendixen       | Danemark   | Team Coop                | + 3 s      |
| 4e | Daniel Mestre        | Portugal   | Efapel                   | + 3 s      |
| 5e | Domingos Gonçalves   | Portugal   | Rádio Popular-Boavista   | DQ         |
| 6e | Mario González Salas | Espagne    | Sporting-Tavira          | + 4 s      |
| 7e | Olivier Pardini      | Belgique   | Differdange-Losch        | + 4 s      |
| 8e | João Matias          | Portugal   | Vito-Feirense-BlackJack  | + 4 s      |
| 9e | Alexander Grigoriev  | Russie     | Sporting-Tavira          | + 5 s      |
| 10e | Ivan Centrone        | Luxembourg | Differdange-Losch        | + 5 s      |

### 1reétape
Alcácer do Sal– Albufeira : 191,8 km
En ce 2 août 2018 le mercure franchit les 45 degrés sur les routes du tour du Portugal. 
Le sprint final à lui aussi été "chaud" au terme des 191,8 kilomètres de l'étape et voit le triomphe de l'Italien Riccardo Stacchiotti, quant à Rafael Reis il conserve la "Camisola Amarela Santander" conquise durant le Prologue. L'Allemand Mario Vogt est une autre des figures de cette première étape il s'échappe et a plus de cinq minutes d’avance, mais sans surprise. Le trio Rui Rodrigues, Pierpaolo Ficara et Jesse Ewart qui était parti à sa rencontre fait qu'il est rattrapé à environ deux kilomètres de l’arrivée. Peu de temps auparavant, une chute a empêché la progression de plusieurs hommes, parmi lesquels le Portugais, Joni Brandão.
| \| Classement de l'étape \| Classement de l'étape \| Classement de l'étape \| Classement de l'étape \| Classement de l'étape \| \| Coureur \| Coureur \| Pays \| Équipe \| Temps \| \| --------------------- \| ------------------------ \| --------------------- \| ------------------------ \| --------------------- \| \| 1er \| Riccardo Stacchiotti \| Italie \| MSTina-Focus \| 5 h 14 min 43 s \| \| 2e \| Luís Mendonça \| Portugal \| Aviludo-Louletano-Uli \| + 0 s \| \| 3e \| César Martingil \| Portugal \| Liberty Seguros-Carglass \| + 0 s \| \| 4e \| Vicente García de Mateos \| Espagne \| Aviludo-Louletano-Uli \| + 0 s \| \| 5e \| Trond Trondsen \| Norvège \| Team Coop \| + 0 s \| \| 6e \| Edgar Pinto \| Portugal \| Vito-Feirense-BlackJack \| + 0 s \| \| 7e \| Benjamin Perry \| Canada \| Israel Cycling Academy \| + 0 s \| \| 8e \| João Matias \| Portugal \| Vito-Feirense-BlackJack \| + 0 s \| \| 9e \| Krister Hagen \| Norvège \| Team Coop \| + 0 s \| \| 10e \| Francisco Campos \| Portugal \| Miranda-Mortágua \| + 0 s \| |                          |          |                          |                 |
| |                          |          |                          |                 |
| Source : ProCyclingStats |                          |          |                          |                 |
| Classement de l'étape |                          |          |                          |                 |
| Coureur | Coureur                  | Pays     | Équipe                   | Temps           |
| 1er | Riccardo Stacchiotti     | Italie   | MSTina-Focus             | 5 h 14 min 43 s |
| 2e | Luís Mendonça            | Portugal | Aviludo-Louletano-Uli    | + 0 s           |
| 3e | César Martingil          | Portugal | Liberty Seguros-Carglass | + 0 s           |
| 4e | Vicente García de Mateos | Espagne  | Aviludo-Louletano-Uli    | + 0 s           |
| 5e | Trond Trondsen           | Norvège  | Team Coop                | + 0 s           |
| 6e | Edgar Pinto              | Portugal | Vito-Feirense-BlackJack  | + 0 s           |
| 7e | Benjamin Perry           | Canada   | Israel Cycling Academy   | + 0 s           |
| 8e | João Matias              | Portugal | Vito-Feirense-BlackJack  | + 0 s           |
| 9e | Krister Hagen            | Norvège  | Team Coop                | + 0 s           |
| 10e | Francisco Campos         | Portugal | Miranda-Mortágua         | + 0 s           |

| \| Classement général \| Classement général \| Classement général \| Classement général \| Classement général \| \| Coureur \| Coureur \| Pays \| Équipe \| Temps \| \| ------------------ \| -------------------- \| ------------------ \| ------------------------ \| ------------------ \| \| 1er \| Rafael Reis \| Portugal \| Caja Rural-Seguros RGA \| 5 h 17 min 01 s \| \| 2e \| César Martingil \| Portugal \| Liberty Seguros-Carglass \| + 2 s \| \| 3e \| Daniel Mestre \| Portugal \| Efapel \| + 3 s \| \| 4e \| Domingos Gonçalves \| Portugal \| Rádio Popular-Boavista \| DQ \| \| 5e \| Olivier Pardini \| Belgique \| Differdange-Losch \| + 4 s \| \| 6e \| João Matias \| Portugal \| Vito-Feirense-BlackJack \| + 4 s \| \| 7e \| Alexander Grigoriev \| Russie \| Sporting-Tavira \| + 5 s \| \| 8e \| Ivan Centrone \| Luxembourg \| Differdange-Losch \| + 5 s \| \| 9e \| Riccardo Stacchiotti \| Italie \| MSTina-Focus \| + 5 s \| \| 10e \| Mario Vogt \| Allemagne \| Team Sapura Cycling \| + 5 s \| |                      |            |                          |                 |
| |                      |            |                          |                 |
| Source : ProCyclingStats |                      |            |                          |                 |
| Classement général |                      |            |                          |                 |
| Coureur | Coureur              | Pays       | Équipe                   | Temps           |
| 1er | Rafael Reis          | Portugal   | Caja Rural-Seguros RGA   | 5 h 17 min 01 s |
| 2e | César Martingil      | Portugal   | Liberty Seguros-Carglass | + 2 s           |
| 3e | Daniel Mestre        | Portugal   | Efapel                   | + 3 s           |
| 4e | Domingos Gonçalves   | Portugal   | Rádio Popular-Boavista   | DQ              |
| 5e | Olivier Pardini      | Belgique   | Differdange-Losch        | + 4 s           |
| 6e | João Matias          | Portugal   | Vito-Feirense-BlackJack  | + 4 s           |
| 7e | Alexander Grigoriev  | Russie     | Sporting-Tavira          | + 5 s           |
| 8e | Ivan Centrone        | Luxembourg | Differdange-Losch        | + 5 s           |
| 9e | Riccardo Stacchiotti | Italie     | MSTina-Focus             | + 5 s           |
| 10e | Mario Vogt           | Allemagne  | Team Sapura Cycling      | + 5 s           |

### 2eétape
Beja – Portalegre : 203,6 km
Au départ à Beja, se sont 203,6 km qui attendent les coureurs, dans l’étape la plus longue de ce 80e Tour du Portugal. À l'arrivée à Portalegre, Luís Mendonça lance le sprint pour son leader, l’espagnol Vicente García de Mateos, qui comme une fusée, va chercher le triomphe qui se confirme sur la ligne d’arrivée. Tandis que Luís Mendonça répète, comme la veille, la deuxième place de l'étape. La faible vitesse, une moyenne de 35 km/h, justifiée à nouveau par plus de 40 degrés qui ont accompagné le peloton pour la deuxième journée consécutive, a prolongé la course d'une demi-heure de plus que prévu. À la suite d'une chute dans les 500 derniers mètres, où se trouvait impliqué le maillot jaune et celui du meilleur jeune les commissaires ont décidé de donner le même temps à tous les coureurs impliqués, ce qui permet à Rafael Reis de conserver la "Camisola Amarela" gagnée lors du prologue de Setúbal. 
L'Espagnol Vicente García de Mateos, remporte donc la deuxième étape de la Volta 2018. Rafael Reis conserve la ""Camisola Amarela"". Luís Mendonça récupère le maillot vert. Le maillot blanc du meilleur jeune est conservé par César Martingil, il n'y a pas de changement, également, dû à l'absence de prix de montagne dans cette étape, à savoir l'Allemand Mario Vogt continue de revêtir le maillot bleu.
| \| Classement de l'étape \| Classement de l'étape \| Classement de l'étape \| Classement de l'étape \| Classement de l'étape \| \| Coureur \| Coureur \| Pays \| Équipe \| Temps \| \| --------------------- \| ------------------------ \| --------------------- \| ----------------------- \| --------------------- \| \| 1er \| Vicente García de Mateos \| Espagne \| Aviludo-Louletano-Uli \| 5 h 47 min 25 s \| \| 2e \| Luís Mendonça \| Portugal \| Aviludo-Louletano-Uli \| + 0 s \| \| 3e \| Trond Trondsen \| Norvège \| Team Coop \| + 0 s \| \| 4e \| Edgar Pinto \| Portugal \| Vito-Feirense-BlackJack \| + 0 s \| \| 5e \| Gustavo César Veloso \| Espagne \| W52-FC Porto \| + 0 s \| \| 6e \| Awet Gebremedhin \| Érythrée \| Israel Cycling Academy \| + 0 s \| \| 7e \| Rinaldo Nocentini \| Italie \| Sporting-Tavira \| + 0 s \| \| 8e \| Colin Stüssi \| Suisse \| Amore & Vita-Prodir \| + 0 s \| \| 9e \| Domingos Gonçalves \| Portugal \| Rádio Popular-Boavista \| DQ \| \| 10e \| Óscar Hernández \| Espagne \| Aviludo-Louletano-Uli \| + 0 s \| |                          |          |                         |                 |
| |                          |          |                         |                 |
| Source : ProCyclingStats |                          |          |                         |                 |
| Classement de l'étape |                          |          |                         |                 |
| Coureur | Coureur                  | Pays     | Équipe                  | Temps           |
| 1er | Vicente García de Mateos | Espagne  | Aviludo-Louletano-Uli   | 5 h 47 min 25 s |
| 2e | Luís Mendonça            | Portugal | Aviludo-Louletano-Uli   | + 0 s           |
| 3e | Trond Trondsen           | Norvège  | Team Coop               | + 0 s           |
| 4e | Edgar Pinto              | Portugal | Vito-Feirense-BlackJack | + 0 s           |
| 5e | Gustavo César Veloso     | Espagne  | W52-FC Porto            | + 0 s           |
| 6e | Awet Gebremedhin         | Érythrée | Israel Cycling Academy  | + 0 s           |
| 7e | Rinaldo Nocentini        | Italie   | Sporting-Tavira         | + 0 s           |
| 8e | Colin Stüssi             | Suisse   | Amore & Vita-Prodir     | + 0 s           |
| 9e | Domingos Gonçalves       | Portugal | Rádio Popular-Boavista  | DQ              |
| 10e | Óscar Hernández          | Espagne  | Aviludo-Louletano-Uli   | + 0 s           |

| \| Classement général \| Classement général \| Classement général \| Classement général \| Classement général \| \| Coureur \| Coureur \| Pays \| Équipe \| Temps \| \| ------------------ \| ---------------------------- \| ------------------ \| ------------------------ \| ------------------ \| \| 1er \| Rafael Reis \| Portugal \| Caja Rural-Seguros RGA \| 11 h 04 min 26 s \| \| 2e \| César Martingil \| Portugal \| Liberty Seguros-Carglass \| + 2 s \| \| 3e \| Daniel Mestre \| Portugal \| Efapel \| + 3 s \| \| 4e \| Domingos Gonçalves \| Portugal \| Rádio Popular-Boavista \| DQ \| \| 5e \| Olivier Pardini \| Belgique \| Differdange-Losch \| + 4 s \| \| 6e \| Alexander Grigoriev \| Russie \| Sporting-Tavira \| + 5 s \| \| 7e \| Ivan Centrone \| Luxembourg \| Differdange-Losch \| + 5 s \| \| 8e \| Riccardo Stacchiotti \| Italie \| MSTina-Focus \| + 5 s \| \| 9e \| Mario Vogt \| Allemagne \| Team Sapura Cycling \| + 5 s \| \| 10e \| Óscar Rodríguez Garaicoechea \| Espagne \| Euskadi-Murias \| + 6 s \| |                              |            |                          |                  |
| |                              |            |                          |                  |
| Source : ProCyclingStats |                              |            |                          |                  |
| Classement général |                              |            |                          |                  |
| Coureur | Coureur                      | Pays       | Équipe                   | Temps            |
| 1er | Rafael Reis                  | Portugal   | Caja Rural-Seguros RGA   | 11 h 04 min 26 s |
| 2e | César Martingil              | Portugal   | Liberty Seguros-Carglass | + 2 s            |
| 3e | Daniel Mestre                | Portugal   | Efapel                   | + 3 s            |
| 4e | Domingos Gonçalves           | Portugal   | Rádio Popular-Boavista   | DQ               |
| 5e | Olivier Pardini              | Belgique   | Differdange-Losch        | + 4 s            |
| 6e | Alexander Grigoriev          | Russie     | Sporting-Tavira          | + 5 s            |
| 7e | Ivan Centrone                | Luxembourg | Differdange-Losch        | + 5 s            |
| 8e | Riccardo Stacchiotti         | Italie     | MSTina-Focus             | + 5 s            |
| 9e | Mario Vogt                   | Allemagne  | Team Sapura Cycling      | + 5 s            |
| 10e | Óscar Rodríguez Garaicoechea | Espagne    | Euskadi-Murias           | + 6 s            |

### 3eétape
Sertã – Oliveira do Hospital : 177,8 km
Le coureur espagnol, Raúl Alarcón, vainqueur de l'édition 2017 de la « Volta a Portugal », revêt à nouveau la « camisola amarela », détrônant le portugais Rafael Reis.
En 2017, il avait endossé le maillot jaune lors du deuxième jour pour ne plus le lâcher. Cette fois, il a du "attendre" le quatrième jour pour attaquer et gagner un avantage sur tous les adversaires. À l'arrivée à Oliveira do Hospital l'Espagnol possède 30 secondes d'avance sur Vicente García de Mateos et environ 42, sur Joni Brandão. La troisième étape, dénommée « l'étape vie », avec 177,8 kilomètres débute à Sertã, et  traverse les municipalités les plus touchées par les incendies de l'année dernière et a pris fin à Oliveira do Hospital. Celle-ci a été marquée par la domination des bleu et blanc, de la formation W52-FC Porto. L'équipe dirigée par Nuno Ribeiro s'est installée à l'avant du peloton pour contrôler toute échappée. Néanmoins un  petit groupe de 6 coureurs y arrivent, (Filipe Cardoso, Guy Niv, Fredrik Ludvigsson, Beñat Txoperena, Jon Irisarri et le français Christophe Masson), une échappée qui n'arrivera pas à son terme. La présence d’une côte de troisième catégorie et une autre de quatrième dans les 15 derniers kilomètres, fait que l'arrivée est sélective. C'est l'Espagnol qui lance les hostilités suivit de Vicente García de Mateos, Joni Brandão, Edgar Pinto et Henrique Casimiro, tous candidats à la lutte pour le général, mais personne d'autre ne contre l'attaque de l'Espagnol, Raúl Alarcón qui s'envole vers la victoire. Le leader précédent, Rafael Reis perd du temps et disparait du top 10 du classement général.
C'est le Président du Portugal, Marcelo Rebelo de Sousa lui-même qui remet le  maillot jaune à Raúl Alarcón.
| \| Classement de l'étape \| Classement de l'étape \| Classement de l'étape \| Classement de l'étape \| Classement de l'étape \| \| Coureur \| Coureur \| Pays \| Équipe \| Temps \| \| --------------------- \| ------------------------ \| --------------------- \| ----------------------- \| --------------------- \| \| 1er \| Raúl Alarcón \| Espagne \| W52-FC Porto \| DQ \| \| 2e \| Vicente García de Mateos \| Espagne \| Aviludo-Louletano-Uli \| + 30 s \| \| 3e \| Joni Brandão \| Portugal \| Sporting-Tavira \| + 42 s \| \| 4e \| Edgar Pinto \| Portugal \| Vito-Feirense-BlackJack \| + 44 s \| \| 5e \| Henrique Casimiro \| Portugal \| Efapel \| + 44 s \| \| 6e \| Daniel Mestre \| Portugal \| Efapel \| + 1 min 05 s \| \| 7e \| Luís Mendonça \| Portugal \| Aviludo-Louletano-Uli \| + 1 min 05 s \| \| 8e \| Krister Hagen \| Norvège \| Team Coop \| + 1 min 05 s \| \| 9e \| Domingos Gonçalves \| Portugal \| Rádio Popular-Boavista \| DQ \| \| 10e \| Rinaldo Nocentini \| Italie \| Sporting-Tavira \| + 1 min 05 s \| |                          |          |                         |              |
| |                          |          |                         |              |
| Source : ProCyclingStats |                          |          |                         |              |
| Classement de l'étape |                          |          |                         |              |
| Coureur | Coureur                  | Pays     | Équipe                  | Temps        |
| 1er | Raúl Alarcón             | Espagne  | W52-FC Porto            | DQ           |
| 2e | Vicente García de Mateos | Espagne  | Aviludo-Louletano-Uli   | + 30 s       |
| 3e | Joni Brandão             | Portugal | Sporting-Tavira         | + 42 s       |
| 4e | Edgar Pinto              | Portugal | Vito-Feirense-BlackJack | + 44 s       |
| 5e | Henrique Casimiro        | Portugal | Efapel                  | + 44 s       |
| 6e | Daniel Mestre            | Portugal | Efapel                  | + 1 min 05 s |
| 7e | Luís Mendonça            | Portugal | Aviludo-Louletano-Uli   | + 1 min 05 s |
| 8e | Krister Hagen            | Norvège  | Team Coop               | + 1 min 05 s |
| 9e | Domingos Gonçalves       | Portugal | Rádio Popular-Boavista  | DQ           |
| 10e | Rinaldo Nocentini        | Italie   | Sporting-Tavira         | + 1 min 05 s |

| \| Classement général \| Classement général \| Classement général \| Classement général \| Classement général \| \| Coureur \| Coureur \| Pays \| Équipe \| Temps \| \| ------------------ \| ---------------------------- \| ------------------ \| ----------------------- \| ------------------ \| \| 1er \| Raúl Alarcón \| Espagne \| W52-FC Porto \| DQ \| \| 2e \| Vicente García de Mateos \| Espagne \| Aviludo-Louletano-Uli \| + 28 s \| \| 3e \| Joni Brandão \| Portugal \| Sporting-Tavira \| + 40 s \| \| 4e \| Henrique Casimiro \| Portugal \| Efapel \| + 43 s \| \| 5e \| Edgar Pinto \| Portugal \| Vito-Feirense-BlackJack \| + 45 s \| \| 6e \| Daniel Mestre \| Portugal \| Efapel \| + 59 s \| \| 7e \| Domingos Gonçalves \| Portugal \| Rádio Popular-Boavista \| DQ \| \| 8e \| João Matias \| Portugal \| Vito-Feirense-BlackJack \| + 1 min 00 s \| \| 9e \| Óscar Rodríguez Garaicoechea \| Espagne \| Euskadi-Murias \| + 1 min 02 s \| \| 10e \| Rinaldo Nocentini \| Italie \| Sporting-Tavira \| + 1 min 02 s \| |                              |          |                         |              |
| |                              |          |                         |              |
| Source : ProCyclingStats |                              |          |                         |              |
| Classement général |                              |          |                         |              |
| Coureur | Coureur                      | Pays     | Équipe                  | Temps        |
| 1er | Raúl Alarcón                 | Espagne  | W52-FC Porto            | DQ           |
| 2e | Vicente García de Mateos     | Espagne  | Aviludo-Louletano-Uli   | + 28 s       |
| 3e | Joni Brandão                 | Portugal | Sporting-Tavira         | + 40 s       |
| 4e | Henrique Casimiro            | Portugal | Efapel                  | + 43 s       |
| 5e | Edgar Pinto                  | Portugal | Vito-Feirense-BlackJack | + 45 s       |
| 6e | Daniel Mestre                | Portugal | Efapel                  | + 59 s       |
| 7e | Domingos Gonçalves           | Portugal | Rádio Popular-Boavista  | DQ           |
| 8e | João Matias                  | Portugal | Vito-Feirense-BlackJack | + 1 min 00 s |
| 9e | Óscar Rodríguez Garaicoechea | Espagne  | Euskadi-Murias          | + 1 min 02 s |
| 10e | Rinaldo Nocentini            | Italie   | Sporting-Tavira         | + 1 min 02 s |

### 4eétape
Guarda – Covilhã : 144,3 km
Compte tenu des températures élevées qui se sont abattues sur la « volta » depuis trois jours, l'organisation du Tour du Portugal a décidé d'annuler la montée à la « Torre » prévue pour l'étape de ce dimanche. Le peloton escaladera les Penhas Douradas et rejoindra le parcours initial à Manteigas. Le changement implique une réduction de 27,1 kilomètres. 
Raúl Alarcón est le roi de la Serra da Estrela en position de défense du maillot jaune conquis la veille. C'est sa deuxième victoire consécutive dans cette 80e édition. L'emballement principal a été enregistré lors de la montée de la Penhas da Saúde. À 13 kilomètres de l'arrivée Alejandro Marque quitte le peloton, avec ses oc-équipiers du Sporting-Tavira qui donnent le ton afin d'éviter toute contre attaque. À peine le terrain s'est-il mis à monter que beaucoup d'éléments sont lâchés du groupe principal. Après Alejandro Marque, c'est au tour de Frederico Figueiredo d'attaquer, préparant la voie à son leader, Joni Brandão. Luís Fernandes essai de faire de même pour Vicente García de Mateos, mais ce dernier ne peut pas suivre Joni Brandão. Raúl Alarcón attentiste jusqu'à présent derrière ses équipiers commence son attaque ce qui lui permet à six kilomètres du l'arrivée de rattraper Joni Brandão et de le lâcher. L’Espagnol arrive seul en tête et possède désormais 52 secondes d’avance sur le Portugais Joni Brandão, qui se hisse à la deuxième place du général. 
| \| Classement de l'étape \| Classement de l'étape \| Classement de l'étape \| Classement de l'étape \| Classement de l'étape \| \| Coureur \| Coureur \| Pays \| Équipe \| Temps \| \| --------------------- \| ------------------------ \| --------------------- \| ----------------------- \| --------------------- \| \| 1er \| Raúl Alarcón \| Espagne \| W52-FC Porto \| DQ \| \| 2e \| Joni Brandão \| Portugal \| Sporting-Tavira \| + 12 s \| \| 3e \| João Benta \| Portugal \| Rádio Popular-Boavista \| + 1 min 13 s \| \| 4e \| Frederico Figueiredo \| Portugal \| Sporting-Tavira \| + 1 min 13 s \| \| 5e \| Vicente García de Mateos \| Espagne \| Aviludo-Louletano-Uli \| + 1 min 13 s \| \| 6e \| Edgar Pinto \| Portugal \| Vito-Feirense-BlackJack \| + 1 min 13 s \| \| 7e \| Xuban Errazkin \| Espagne \| Vito-Feirense-BlackJack \| + 1 min 13 s \| \| 8e \| Alejandro Marque \| Espagne \| Sporting-Tavira \| + 2 min 46 s \| \| 9e \| Luís Fernandes \| Portugal \| Aviludo-Louletano-Uli \| + 2 min 51 s \| \| 10e \| Henrique Casimiro \| Portugal \| Efapel \| + 2 min 51 s \| |                          |          |                         |              |
| |                          |          |                         |              |
| Source : ProCyclingStats |                          |          |                         |              |
| Classement de l'étape |                          |          |                         |              |
| Coureur | Coureur                  | Pays     | Équipe                  | Temps        |
| 1er | Raúl Alarcón             | Espagne  | W52-FC Porto            | DQ           |
| 2e | Joni Brandão             | Portugal | Sporting-Tavira         | + 12 s       |
| 3e | João Benta               | Portugal | Rádio Popular-Boavista  | + 1 min 13 s |
| 4e | Frederico Figueiredo     | Portugal | Sporting-Tavira         | + 1 min 13 s |
| 5e | Vicente García de Mateos | Espagne  | Aviludo-Louletano-Uli   | + 1 min 13 s |
| 6e | Edgar Pinto              | Portugal | Vito-Feirense-BlackJack | + 1 min 13 s |
| 7e | Xuban Errazkin           | Espagne  | Vito-Feirense-BlackJack | + 1 min 13 s |
| 8e | Alejandro Marque         | Espagne  | Sporting-Tavira         | + 2 min 46 s |
| 9e | Luís Fernandes           | Portugal | Aviludo-Louletano-Uli   | + 2 min 51 s |
| 10e | Henrique Casimiro        | Portugal | Efapel                  | + 2 min 51 s |

| \| Classement général \| Classement général \| Classement général \| Classement général \| Classement général \| \| Coureur \| Coureur \| Pays \| Équipe \| Temps \| \| ------------------ \| ------------------------ \| ------------------ \| ----------------------- \| ------------------ \| \| 1er \| Raúl Alarcón \| Espagne \| W52-FC Porto \| DQ \| \| 2e \| Joni Brandão \| Portugal \| Sporting-Tavira \| + 52 s \| \| 3e \| Vicente García de Mateos \| Espagne \| Aviludo-Louletano-Uli \| + 1 min 41 s \| \| 4e \| Edgar Pinto \| Portugal \| Vito-Feirense-BlackJack \| + 1 min 58 s \| \| 5e \| João Benta \| Portugal \| Rádio Popular-Boavista \| + 2 min 19 s \| \| 6e \| Xuban Errazkin \| Espagne \| Vito-Feirense-BlackJack \| + 2 min 20 s \| \| 7e \| Frederico Figueiredo \| Portugal \| Sporting-Tavira \| + 2 min 20 s \| \| 8e \| Henrique Casimiro \| Portugal \| Efapel \| + 3 min 34 s \| \| 9e \| Alejandro Marque \| Espagne \| Sporting-Tavira \| + 3 min 49 s \| \| 10e \| Luís Fernandes \| Portugal \| Aviludo-Louletano-Uli \| + 3 min 58 s \| |                          |          |                         |              |
| |                          |          |                         |              |
| Source : ProCyclingStats |                          |          |                         |              |
| Classement général |                          |          |                         |              |
| Coureur | Coureur                  | Pays     | Équipe                  | Temps        |
| 1er | Raúl Alarcón             | Espagne  | W52-FC Porto            | DQ           |
| 2e | Joni Brandão             | Portugal | Sporting-Tavira         | + 52 s       |
| 3e | Vicente García de Mateos | Espagne  | Aviludo-Louletano-Uli   | + 1 min 41 s |
| 4e | Edgar Pinto              | Portugal | Vito-Feirense-BlackJack | + 1 min 58 s |
| 5e | João Benta               | Portugal | Rádio Popular-Boavista  | + 2 min 19 s |
| 6e | Xuban Errazkin           | Espagne  | Vito-Feirense-BlackJack | + 2 min 20 s |
| 7e | Frederico Figueiredo     | Portugal | Sporting-Tavira         | + 2 min 20 s |
| 8e | Henrique Casimiro        | Portugal | Efapel                  | + 3 min 34 s |
| 9e | Alejandro Marque         | Espagne  | Sporting-Tavira         | + 3 min 49 s |
| 10e | Luís Fernandes           | Portugal | Aviludo-Louletano-Uli   | + 3 min 58 s |

### 5eétape
| \| Classement de l'étape \| Classement de l'étape \| Classement de l'étape \| Classement de l'étape \| Classement de l'étape \| \| Coureur \| Coureur \| Pays \| Équipe \| Temps \| \| --------------------- \| --------------------- \| --------------------- \| ---------------------------- \| --------------------- \| \| 1er \| Riccardo Stacchiotti \| Italie \| MSTina-Focus \| 5 h 01 min 45 s \| \| 2e \| Enrique Sanz \| Espagne \| Euskadi-Murias \| + 0 s \| \| 3e \| João Matias \| Portugal \| Vito-Feirense-BlackJack \| + 0 s \| \| 4e \| Luís Mendonça \| Portugal \| Aviludo-Louletano-Uli \| + 0 s \| \| 5e \| Federico Zurlo \| Italie \| MSTina-Focus \| + 0 s \| \| 6e \| Franklin Six \| Belgique \| WB-Aqua Protect-Veranclassic \| + 0 s \| \| 7e \| Francisco Campos \| Portugal \| Miranda-Mortágua \| + 0 s \| \| 8e \| Trond Trondsen \| Norvège \| Team Coop \| + 0 s \| \| 9e \| Alejandro Marque \| Espagne \| Sporting-Tavira \| + 0 s \| \| 10e \| Óscar Pelegrí \| Espagne \| Rádio Popular-Boavista \| + 0 s \| |                      |          |                              |                 |
| |                      |          |                              |                 |
| Source : ProCyclingStats |                      |          |                              |                 |
| Classement de l'étape |                      |          |                              |                 |
| Coureur | Coureur              | Pays     | Équipe                       | Temps           |
| 1er | Riccardo Stacchiotti | Italie   | MSTina-Focus                 | 5 h 01 min 45 s |
| 2e | Enrique Sanz         | Espagne  | Euskadi-Murias               | + 0 s           |
| 3e | João Matias          | Portugal | Vito-Feirense-BlackJack      | + 0 s           |
| 4e | Luís Mendonça        | Portugal | Aviludo-Louletano-Uli        | + 0 s           |
| 5e | Federico Zurlo       | Italie   | MSTina-Focus                 | + 0 s           |
| 6e | Franklin Six         | Belgique | WB-Aqua Protect-Veranclassic | + 0 s           |
| 7e | Francisco Campos     | Portugal | Miranda-Mortágua             | + 0 s           |
| 8e | Trond Trondsen       | Norvège  | Team Coop                    | + 0 s           |
| 9e | Alejandro Marque     | Espagne  | Sporting-Tavira              | + 0 s           |
| 10e | Óscar Pelegrí        | Espagne  | Rádio Popular-Boavista       | + 0 s           |

| \| Classement général \| Classement général \| Classement général \| Classement général \| Classement général \| \| Coureur \| Coureur \| Pays \| Équipe \| Temps \| \| ------------------ \| ------------------------ \| ------------------ \| ----------------------- \| ------------------ \| \| 1er \| Raúl Alarcón \| Espagne \| W52-FC Porto \| DQ \| \| 2e \| Joni Brandão \| Portugal \| Sporting-Tavira \| + 52 s \| \| 3e \| Vicente García de Mateos \| Espagne \| Aviludo-Louletano-Uli \| + 1 min 41 s \| \| 4e \| Edgar Pinto \| Portugal \| Vito-Feirense-BlackJack \| + 1 min 58 s \| \| 5e \| João Benta \| Portugal \| Rádio Popular-Boavista \| + 2 min 19 s \| \| 6e \| Xuban Errazkin \| Espagne \| Vito-Feirense-BlackJack \| + 2 min 20 s \| \| 7e \| Frederico Figueiredo \| Portugal \| Sporting-Tavira \| + 2 min 20 s \| \| 8e \| Henrique Casimiro \| Portugal \| Efapel \| + 3 min 34 s \| \| 9e \| Alejandro Marque \| Espagne \| Sporting-Tavira \| + 3 min 49 s \| \| 10e \| Luís Fernandes \| Portugal \| Aviludo-Louletano-Uli \| + 3 min 58 s \| |                          |          |                         |              |
| |                          |          |                         |              |
| Source : ProCyclingStats |                          |          |                         |              |
| Classement général |                          |          |                         |              |
| Coureur | Coureur                  | Pays     | Équipe                  | Temps        |
| 1er | Raúl Alarcón             | Espagne  | W52-FC Porto            | DQ           |
| 2e | Joni Brandão             | Portugal | Sporting-Tavira         | + 52 s       |
| 3e | Vicente García de Mateos | Espagne  | Aviludo-Louletano-Uli   | + 1 min 41 s |
| 4e | Edgar Pinto              | Portugal | Vito-Feirense-BlackJack | + 1 min 58 s |
| 5e | João Benta               | Portugal | Rádio Popular-Boavista  | + 2 min 19 s |
| 6e | Xuban Errazkin           | Espagne  | Vito-Feirense-BlackJack | + 2 min 20 s |
| 7e | Frederico Figueiredo     | Portugal | Sporting-Tavira         | + 2 min 20 s |
| 8e | Henrique Casimiro        | Portugal | Efapel                  | + 3 min 34 s |
| 9e | Alejandro Marque         | Espagne  | Sporting-Tavira         | + 3 min 49 s |
| 10e | Luís Fernandes           | Portugal | Aviludo-Louletano-Uli   | + 3 min 58 s |

### 6eétape
| \| Classement de l'étape \| Classement de l'étape \| Classement de l'étape \| Classement de l'étape \| Classement de l'étape \| \| Coureur \| Coureur \| Pays \| Équipe \| Temps \| \| --------------------- \| ------------------------ \| --------------------- \| ----------------------- \| --------------------- \| \| 1er \| Domingos Gonçalves \| Portugal \| Rádio Popular-Boavista \| DQ \| \| 2e \| Krister Hagen \| Norvège \| Team Coop \| \| \| 3e \| Daniel Mestre \| Portugal \| Efapel \| + 0 s \| \| 4e \| João Benta \| Portugal \| Rádio Popular-Boavista \| + 0 s \| \| 5e \| Nathan Earle \| Australie \| Israel Cycling Academy \| + 0 s \| \| 6e \| Vicente García de Mateos \| Espagne \| Aviludo-Louletano-Uli \| + 0 s \| \| 7e \| Joni Brandão \| Portugal \| Sporting-Tavira \| + 0 s \| \| 8e \| Xuban Errazkin \| Espagne \| Vito-Feirense-BlackJack \| + 0 s \| \| 9e \| Fernando Barceló \| Espagne \| Euskadi-Murias \| + 0 s \| \| 10e \| Alejandro Marque \| Espagne \| Sporting-Tavira \| + 0 s \| |                          |           |                         |       |
| |                          |           |                         |       |
| Source : ProCyclingStats |                          |           |                         |       |
| Classement de l'étape |                          |           |                         |       |
| Coureur | Coureur                  | Pays      | Équipe                  | Temps |
| 1er | Domingos Gonçalves       | Portugal  | Rádio Popular-Boavista  | DQ    |
| 2e | Krister Hagen            | Norvège   | Team Coop               |       |
| 3e | Daniel Mestre            | Portugal  | Efapel                  | + 0 s |
| 4e | João Benta               | Portugal  | Rádio Popular-Boavista  | + 0 s |
| 5e | Nathan Earle             | Australie | Israel Cycling Academy  | + 0 s |
| 6e | Vicente García de Mateos | Espagne   | Aviludo-Louletano-Uli   | + 0 s |
| 7e | Joni Brandão             | Portugal  | Sporting-Tavira         | + 0 s |
| 8e | Xuban Errazkin           | Espagne   | Vito-Feirense-BlackJack | + 0 s |
| 9e | Fernando Barceló         | Espagne   | Euskadi-Murias          | + 0 s |
| 10e | Alejandro Marque         | Espagne   | Sporting-Tavira         | + 0 s |

| \| Classement général \| Classement général \| Classement général \| Classement général \| Classement général \| \| Coureur \| Coureur \| Pays \| Équipe \| Temps \| \| ------------------ \| ------------------------ \| ------------------ \| ----------------------- \| ------------------ \| \| 1er \| Raúl Alarcón \| Espagne \| W52-FC Porto \| DQ \| \| 2e \| Joni Brandão \| Portugal \| Sporting-Tavira \| + 52 s \| \| 3e \| Vicente García de Mateos \| Espagne \| Aviludo-Louletano-Uli \| + 1 min 41 s \| \| 4e \| Edgar Pinto \| Portugal \| Vito-Feirense-BlackJack \| + 1 min 58 s \| \| 5e \| João Benta \| Portugal \| Rádio Popular-Boavista \| + 2 min 19 s \| \| 6e \| Xuban Errazkin \| Espagne \| Vito-Feirense-BlackJack \| + 2 min 20 s \| \| 7e \| Frederico Figueiredo \| Portugal \| Sporting-Tavira \| + 2 min 20 s \| \| 8e \| Henrique Casimiro \| Portugal \| Efapel \| + 3 min 34 s \| \| 9e \| Domingos Gonçalves \| Portugal \| Rádio Popular-Boavista \| DQ \| \| 10e \| Alejandro Marque \| Espagne \| Sporting-Tavira \| + 3 min 49 s \| |                          |          |                         |              |
| |                          |          |                         |              |
| Source : ProCyclingStats |                          |          |                         |              |
| Classement général |                          |          |                         |              |
| Coureur | Coureur                  | Pays     | Équipe                  | Temps        |
| 1er | Raúl Alarcón             | Espagne  | W52-FC Porto            | DQ           |
| 2e | Joni Brandão             | Portugal | Sporting-Tavira         | + 52 s       |
| 3e | Vicente García de Mateos | Espagne  | Aviludo-Louletano-Uli   | + 1 min 41 s |
| 4e | Edgar Pinto              | Portugal | Vito-Feirense-BlackJack | + 1 min 58 s |
| 5e | João Benta               | Portugal | Rádio Popular-Boavista  | + 2 min 19 s |
| 6e | Xuban Errazkin           | Espagne  | Vito-Feirense-BlackJack | + 2 min 20 s |
| 7e | Frederico Figueiredo     | Portugal | Sporting-Tavira         | + 2 min 20 s |
| 8e | Henrique Casimiro        | Portugal | Efapel                  | + 3 min 34 s |
| 9e | Domingos Gonçalves       | Portugal | Rádio Popular-Boavista  | DQ           |
| 10e | Alejandro Marque         | Espagne  | Sporting-Tavira         | + 3 min 49 s |

### 7eétape
| \| Classement de l'étape \| Classement de l'étape \| Classement de l'étape \| Classement de l'étape \| Classement de l'étape \| \| Coureur \| Coureur \| Pays \| Équipe \| Temps \| \| --------------------- \| ------------------------ \| --------------------- \| ----------------------- \| --------------------- \| \| 1er \| Enrique Sanz \| Espagne \| Euskadi-Murias \| 3 h 45 min 02 s \| \| 2e \| Daniel Mestre \| Portugal \| Efapel \| + 0 s \| \| 3e \| Raúl Alarcón \| Espagne \| W52-FC Porto \| DQ \| \| 4e \| Vicente García de Mateos \| Espagne \| Aviludo-Louletano-Uli \| + 0 s \| \| 5e \| Joni Brandão \| Portugal \| Sporting-Tavira \| + 0 s \| \| 6e \| João Benta \| Portugal \| Rádio Popular-Boavista \| + 0 s \| \| 7e \| Colin Stüssi \| Suisse \| Amore & Vita-Prodir \| + 0 s \| \| 8e \| Luís Mendonça \| Portugal \| Aviludo-Louletano-Uli \| + 0 s \| \| 9e \| Edgar Pinto \| Portugal \| Vito-Feirense-BlackJack \| + 0 s \| \| 10e \| Krister Hagen \| Norvège \| Team Coop \| + 0 s \| |                          |          |                         |                 |
| |                          |          |                         |                 |
| Source : ProCyclingStats |                          |          |                         |                 |
| Classement de l'étape |                          |          |                         |                 |
| Coureur | Coureur                  | Pays     | Équipe                  | Temps           |
| 1er | Enrique Sanz             | Espagne  | Euskadi-Murias          | 3 h 45 min 02 s |
| 2e | Daniel Mestre            | Portugal | Efapel                  | + 0 s           |
| 3e | Raúl Alarcón             | Espagne  | W52-FC Porto            | DQ              |
| 4e | Vicente García de Mateos | Espagne  | Aviludo-Louletano-Uli   | + 0 s           |
| 5e | Joni Brandão             | Portugal | Sporting-Tavira         | + 0 s           |
| 6e | João Benta               | Portugal | Rádio Popular-Boavista  | + 0 s           |
| 7e | Colin Stüssi             | Suisse   | Amore & Vita-Prodir     | + 0 s           |
| 8e | Luís Mendonça            | Portugal | Aviludo-Louletano-Uli   | + 0 s           |
| 9e | Edgar Pinto              | Portugal | Vito-Feirense-BlackJack | + 0 s           |
| 10e | Krister Hagen            | Norvège  | Team Coop               | + 0 s           |

| \| Classement général \| Classement général \| Classement général \| Classement général \| Classement général \| \| Coureur \| Coureur \| Pays \| Équipe \| Temps \| \| ------------------ \| ------------------------ \| ------------------ \| ----------------------- \| ------------------ \| \| 1er \| Raúl Alarcón \| Espagne \| W52-FC Porto \| DQ \| \| 2e \| Joni Brandão \| Portugal \| Sporting-Tavira \| + 52 s \| \| 3e \| Vicente García de Mateos \| Espagne \| Aviludo-Louletano-Uli \| + 1 min 41 s \| \| 4e \| Edgar Pinto \| Portugal \| Vito-Feirense-BlackJack \| + 1 min 58 s \| \| 5e \| João Benta \| Portugal \| Rádio Popular-Boavista \| + 2 min 19 s \| \| 6e \| Xuban Errazkin \| Espagne \| Vito-Feirense-BlackJack \| + 2 min 20 s \| \| 7e \| Frederico Figueiredo \| Portugal \| Sporting-Tavira \| + 2 min 20 s \| \| 8e \| Henrique Casimiro \| Portugal \| Efapel \| + 3 min 34 s \| \| 9e \| Domingos Gonçalves \| Portugal \| Rádio Popular-Boavista \| DQ \| \| 10e \| Alejandro Marque \| Espagne \| Sporting-Tavira \| + 4 min 01 s \| |                          |          |                         |              |
| |                          |          |                         |              |
| Source : ProCyclingStats |                          |          |                         |              |
| Classement général |                          |          |                         |              |
| Coureur | Coureur                  | Pays     | Équipe                  | Temps        |
| 1er | Raúl Alarcón             | Espagne  | W52-FC Porto            | DQ           |
| 2e | Joni Brandão             | Portugal | Sporting-Tavira         | + 52 s       |
| 3e | Vicente García de Mateos | Espagne  | Aviludo-Louletano-Uli   | + 1 min 41 s |
| 4e | Edgar Pinto              | Portugal | Vito-Feirense-BlackJack | + 1 min 58 s |
| 5e | João Benta               | Portugal | Rádio Popular-Boavista  | + 2 min 19 s |
| 6e | Xuban Errazkin           | Espagne  | Vito-Feirense-BlackJack | + 2 min 20 s |
| 7e | Frederico Figueiredo     | Portugal | Sporting-Tavira         | + 2 min 20 s |
| 8e | Henrique Casimiro        | Portugal | Efapel                  | + 3 min 34 s |
| 9e | Domingos Gonçalves       | Portugal | Rádio Popular-Boavista  | DQ           |
| 10e | Alejandro Marque         | Espagne  | Sporting-Tavira         | + 4 min 01 s |

### 8eétape
| \| Classement de l'étape \| Classement de l'étape \| Classement de l'étape \| Classement de l'étape \| Classement de l'étape \| \| Coureur \| Coureur \| Pays \| Équipe \| Temps \| \| --------------------- \| ------------------------ \| --------------------- \| -------------------------- \| --------------------- \| \| 1er \| Vicente García de Mateos \| Espagne \| Aviludo-Louletano-Uli \| 3 h 40 min 44 s \| \| 2e \| João Benta \| Portugal \| Rádio Popular-Boavista \| + 0 s \| \| 3e \| Joni Brandão \| Portugal \| Sporting-Tavira \| + 0 s \| \| 4e \| Daniel Silva \| Portugal \| Funvic-São José dos Campos \| + 0 s \| \| 5e \| Edgar Pinto \| Portugal \| Vito-Feirense-BlackJack \| + 0 s \| \| 6e \| Raúl Alarcón \| Espagne \| W52-FC Porto \| DQ \| \| 7e \| João Rodrigues \| Portugal \| W52-FC Porto \| + 0 s \| \| 8e \| Frederico Figueiredo \| Portugal \| Sporting-Tavira \| + 0 s \| \| 9e \| Ricardo Mestre \| Portugal \| W52-FC Porto \| + 3 s \| \| 10e \| Krister Hagen \| Norvège \| Team Coop \| + 36 s \| |                          |          |                            |                 |
| |                          |          |                            |                 |
| Source : ProCyclingStats |                          |          |                            |                 |
| Classement de l'étape |                          |          |                            |                 |
| Coureur | Coureur                  | Pays     | Équipe                     | Temps           |
| 1er | Vicente García de Mateos | Espagne  | Aviludo-Louletano-Uli      | 3 h 40 min 44 s |
| 2e | João Benta               | Portugal | Rádio Popular-Boavista     | + 0 s           |
| 3e | Joni Brandão             | Portugal | Sporting-Tavira            | + 0 s           |
| 4e | Daniel Silva             | Portugal | Funvic-São José dos Campos | + 0 s           |
| 5e | Edgar Pinto              | Portugal | Vito-Feirense-BlackJack    | + 0 s           |
| 6e | Raúl Alarcón             | Espagne  | W52-FC Porto               | DQ              |
| 7e | João Rodrigues           | Portugal | W52-FC Porto               | + 0 s           |
| 8e | Frederico Figueiredo     | Portugal | Sporting-Tavira            | + 0 s           |
| 9e | Ricardo Mestre           | Portugal | W52-FC Porto               | + 3 s           |
| 10e | Krister Hagen            | Norvège  | Team Coop                  | + 36 s          |

| \| Classement général \| Classement général \| Classement général \| Classement général \| Classement général \| \| Coureur \| Coureur \| Pays \| Équipe \| Temps \| \| ------------------ \| ------------------------ \| ------------------ \| ----------------------- \| ------------------ \| \| 1er \| Raúl Alarcón \| Espagne \| W52-FC Porto \| DQ \| \| 2e \| Joni Brandão \| Portugal \| Sporting-Tavira \| + 52 s \| \| 3e \| Vicente García de Mateos \| Espagne \| Aviludo-Louletano-Uli \| + 1 min 41 s \| \| 4e \| Edgar Pinto \| Portugal \| Vito-Feirense-BlackJack \| + 1 min 58 s \| \| 5e \| João Benta \| Portugal \| Rádio Popular-Boavista \| + 2 min 19 s \| \| 6e \| Frederico Figueiredo \| Portugal \| Sporting-Tavira \| + 2 min 20 s \| \| 7e \| Xuban Errazkin \| Espagne \| Vito-Feirense-BlackJack \| + 3 min 52 s \| \| 8e \| Henrique Casimiro \| Portugal \| Efapel \| + 4 min 19 s \| \| 9e \| Domingos Gonçalves \| Portugal \| Rádio Popular-Boavista \| DQ \| \| 10e \| Alejandro Marque \| Espagne \| Sporting-Tavira \| + 4 min 46 s \| |                          |          |                         |              |
| |                          |          |                         |              |
| Source : ProCyclingStats |                          |          |                         |              |
| Classement général |                          |          |                         |              |
| Coureur | Coureur                  | Pays     | Équipe                  | Temps        |
| 1er | Raúl Alarcón             | Espagne  | W52-FC Porto            | DQ           |
| 2e | Joni Brandão             | Portugal | Sporting-Tavira         | + 52 s       |
| 3e | Vicente García de Mateos | Espagne  | Aviludo-Louletano-Uli   | + 1 min 41 s |
| 4e | Edgar Pinto              | Portugal | Vito-Feirense-BlackJack | + 1 min 58 s |
| 5e | João Benta               | Portugal | Rádio Popular-Boavista  | + 2 min 19 s |
| 6e | Frederico Figueiredo     | Portugal | Sporting-Tavira         | + 2 min 20 s |
| 7e | Xuban Errazkin           | Espagne  | Vito-Feirense-BlackJack | + 3 min 52 s |
| 8e | Henrique Casimiro        | Portugal | Efapel                  | + 4 min 19 s |
| 9e | Domingos Gonçalves       | Portugal | Rádio Popular-Boavista  | DQ           |
| 10e | Alejandro Marque         | Espagne  | Sporting-Tavira         | + 4 min 46 s |

### 9eétape
| \| Classement de l'étape \| Classement de l'étape \| Classement de l'étape \| Classement de l'étape \| Classement de l'étape \| \| Coureur \| Coureur \| Pays \| Équipe \| Temps \| \| --------------------- \| ------------------------ \| --------------------- \| ----------------------- \| --------------------- \| \| 1er \| Raúl Alarcón \| Espagne \| W52-FC Porto \| DQ \| \| 2e \| Edgar Pinto \| Portugal \| Vito-Feirense-BlackJack \| + 5 s \| \| 3e \| Vicente García de Mateos \| Espagne \| Aviludo-Louletano-Uli \| + 7 s \| \| 4e \| Joni Brandão \| Portugal \| Sporting-Tavira \| + 9 s \| \| 5e \| João Rodrigues \| Portugal \| W52-FC Porto \| + 19 s \| \| 6e \| David Rodrigues \| Portugal \| Rádio Popular-Boavista \| + 31 s \| \| 7e \| João Benta \| Portugal \| Rádio Popular-Boavista \| + 39 s \| \| 8e \| Luís Fernandes \| Portugal \| Aviludo-Louletano-Uli \| + 41 s \| \| 9e \| Frederico Figueiredo \| Portugal \| Sporting-Tavira \| + 41 s \| \| 10e \| Ricardo Mestre \| Portugal \| W52-FC Porto \| + 58 s \| |                          |          |                         |        |
| |                          |          |                         |        |
| Source : ProCyclingStats |                          |          |                         |        |
| Classement de l'étape |                          |          |                         |        |
| Coureur | Coureur                  | Pays     | Équipe                  | Temps  |
| 1er | Raúl Alarcón             | Espagne  | W52-FC Porto            | DQ     |
| 2e | Edgar Pinto              | Portugal | Vito-Feirense-BlackJack | + 5 s  |
| 3e | Vicente García de Mateos | Espagne  | Aviludo-Louletano-Uli   | + 7 s  |
| 4e | Joni Brandão             | Portugal | Sporting-Tavira         | + 9 s  |
| 5e | João Rodrigues           | Portugal | W52-FC Porto            | + 19 s |
| 6e | David Rodrigues          | Portugal | Rádio Popular-Boavista  | + 31 s |
| 7e | João Benta               | Portugal | Rádio Popular-Boavista  | + 39 s |
| 8e | Luís Fernandes           | Portugal | Aviludo-Louletano-Uli   | + 41 s |
| 9e | Frederico Figueiredo     | Portugal | Sporting-Tavira         | + 41 s |
| 10e | Ricardo Mestre           | Portugal | W52-FC Porto            | + 58 s |

| \| Classement général \| Classement général \| Classement général \| Classement général \| Classement général \| \| Coureur \| Coureur \| Pays \| Équipe \| Temps \| \| ------------------ \| ------------------------ \| ------------------ \| ----------------------- \| ------------------ \| \| 1er \| Raúl Alarcón \| Espagne \| W52-FC Porto \| DQ \| \| 2e \| Joni Brandão \| Portugal \| Sporting-Tavira \| + 1 min 01 s \| \| 3e \| Vicente García de Mateos \| Espagne \| Aviludo-Louletano-Uli \| + 1 min 48 s \| \| 4e \| Edgar Pinto \| Portugal \| Vito-Feirense-BlackJack \| + 2 min 03 s \| \| 5e \| João Benta \| Portugal \| Rádio Popular-Boavista \| + 2 min 58 s \| \| 6e \| Frederico Figueiredo \| Portugal \| Sporting-Tavira \| + 3 min 01 s \| \| 7e \| Henrique Casimiro \| Portugal \| Efapel \| + 5 min 36 s \| \| 8e \| João Rodrigues \| Portugal \| W52-FC Porto \| + 5 min 40 s \| \| 9e \| Luís Fernandes \| Portugal \| Aviludo-Louletano-Uli \| + 5 min 57 s \| \| 10e \| Domingos Gonçalves \| Portugal \| Rádio Popular-Boavista \| DQ \| |                          |          |                         |              |
| |                          |          |                         |              |
| Source : ProCyclingStats |                          |          |                         |              |
| Classement général |                          |          |                         |              |
| Coureur | Coureur                  | Pays     | Équipe                  | Temps        |
| 1er | Raúl Alarcón             | Espagne  | W52-FC Porto            | DQ           |
| 2e | Joni Brandão             | Portugal | Sporting-Tavira         | + 1 min 01 s |
| 3e | Vicente García de Mateos | Espagne  | Aviludo-Louletano-Uli   | + 1 min 48 s |
| 4e | Edgar Pinto              | Portugal | Vito-Feirense-BlackJack | + 2 min 03 s |
| 5e | João Benta               | Portugal | Rádio Popular-Boavista  | + 2 min 58 s |
| 6e | Frederico Figueiredo     | Portugal | Sporting-Tavira         | + 3 min 01 s |
| 7e | Henrique Casimiro        | Portugal | Efapel                  | + 5 min 36 s |
| 8e | João Rodrigues           | Portugal | W52-FC Porto            | + 5 min 40 s |
| 9e | Luís Fernandes           | Portugal | Aviludo-Louletano-Uli   | + 5 min 57 s |
| 10e | Domingos Gonçalves       | Portugal | Rádio Popular-Boavista  | DQ           |

### 10eétape
| \| Classement de l'étape \| Classement de l'étape \| Classement de l'étape \| Classement de l'étape \| Classement de l'étape \| \| Coureur \| Coureur \| Pays \| Équipe \| Temps \| \| --------------------- \| ---------------------------- \| --------------------- \| ----------------------- \| --------------------- \| \| 1er \| Vicente García de Mateos \| Espagne \| Aviludo-Louletano-Uli \| 25 min 17 s \| \| 2e \| João Rodrigues \| Portugal \| W52-FC Porto \| + 21 s \| \| 3e \| Raúl Alarcón \| Espagne \| W52-FC Porto \| DQ \| \| 4e \| Joni Brandão \| Portugal \| Sporting-Tavira \| + 36 s \| \| 5e \| Ricardo Mestre \| Portugal \| W52-FC Porto \| + 50 s \| \| 6e \| Edgar Pinto \| Portugal \| Vito-Feirense-BlackJack \| + 51 s \| \| 7e \| Gustavo César Veloso \| Espagne \| W52-FC Porto \| + 53 s \| \| 8e \| Domingos Gonçalves \| Portugal \| Rádio Popular-Boavista \| DQ \| \| 9e \| António Carvalho \| Portugal \| W52-FC Porto \| + 1 min 06 s \| \| 10e \| Óscar Rodríguez Garaicoechea \| Espagne \| Euskadi-Murias \| + 1 min 23 s \| |                              |          |                         |              |
| |                              |          |                         |              |
| Source : ProCyclingStats |                              |          |                         |              |
| Classement de l'étape |                              |          |                         |              |
| Coureur | Coureur                      | Pays     | Équipe                  | Temps        |
| 1er | Vicente García de Mateos     | Espagne  | Aviludo-Louletano-Uli   | 25 min 17 s  |
| 2e | João Rodrigues               | Portugal | W52-FC Porto            | + 21 s       |
| 3e | Raúl Alarcón                 | Espagne  | W52-FC Porto            | DQ           |
| 4e | Joni Brandão                 | Portugal | Sporting-Tavira         | + 36 s       |
| 5e | Ricardo Mestre               | Portugal | W52-FC Porto            | + 50 s       |
| 6e | Edgar Pinto                  | Portugal | Vito-Feirense-BlackJack | + 51 s       |
| 7e | Gustavo César Veloso         | Espagne  | W52-FC Porto            | + 53 s       |
| 8e | Domingos Gonçalves           | Portugal | Rádio Popular-Boavista  | DQ           |
| 9e | António Carvalho             | Portugal | W52-FC Porto            | + 1 min 06 s |
| 10e | Óscar Rodríguez Garaicoechea | Espagne  | Euskadi-Murias          | + 1 min 23 s |

## Classements finals

### Classement général final
| \| Classement général \| Classement général \| Classement général \| Classement général \| Classement général \| \| Coureur \| Coureur \| Pays \| Équipe \| Temps \| \| ------------------ \| ------------------------ \| ------------------ \| ----------------------- \| ------------------ \| \| 1er \| Raúl Alarcón \| Espagne \| W52-FC Porto \| DQ \| \| 1er \| Joni Brandão \| Portugal \| Sporting-Tavira \| + 1 min 03 s \| \| 2e \| Vicente García de Mateos \| Espagne \| Aviludo-Louletano-Uli \| + 1 min 14 s \| \| 4e \| Edgar Pinto \| Portugal \| Vito-Feirense-BlackJack \| + 2 min 20 s \| \| 5e \| Frederico Figueiredo \| Portugal \| Sporting-Tavira \| + 4 min 09 s \| \| 6e \| João Benta \| Portugal \| Rádio Popular-Boavista \| + 4 min 19 s \| \| 7e \| João Rodrigues \| Portugal \| W52-FC Porto \| + 5 min 27 s \| \| 8e \| Ricardo Mestre \| Portugal \| W52-FC Porto \| + 6 min 35 s \| \| 9e \| Luís Fernandes \| Portugal \| Aviludo-Louletano-Uli \| + 6 min 36 s \| \| 10e \| Henrique Casimiro \| Portugal \| Efapel \| + 6 min 49 s \| |                          |          |                         |              |
| |                          |          |                         |              |
| Source : ProCyclingStats |                          |          |                         |              |
| Classement général |                          |          |                         |              |
| Coureur | Coureur                  | Pays     | Équipe                  | Temps        |
| 1er | Raúl Alarcón             | Espagne  | W52-FC Porto            | DQ           |
| 1er | Joni Brandão             | Portugal | Sporting-Tavira         | + 1 min 03 s |
| 2e | Vicente García de Mateos | Espagne  | Aviludo-Louletano-Uli   | + 1 min 14 s |
| 4e | Edgar Pinto              | Portugal | Vito-Feirense-BlackJack | + 2 min 20 s |
| 5e | Frederico Figueiredo     | Portugal | Sporting-Tavira         | + 4 min 09 s |
| 6e | João Benta               | Portugal | Rádio Popular-Boavista  | + 4 min 19 s |
| 7e | João Rodrigues           | Portugal | W52-FC Porto            | + 5 min 27 s |
| 8e | Ricardo Mestre           | Portugal | W52-FC Porto            | + 6 min 35 s |
| 9e | Luís Fernandes           | Portugal | Aviludo-Louletano-Uli   | + 6 min 36 s |
| 10e | Henrique Casimiro        | Portugal | Efapel                  | + 6 min 49 s |

### Classements annexes
| Classement par équipes | Classement par équipes | Classement par équipes | Classement par équipes |
|                        | Équipe                 | Pays                   | Temps                  |
| ---------------------- | ---------------------- | ---------------------- | ---------------------- |
| 1re                    | W52-FC Porto           | Portugal               | en 123 h 57 min 57 s   |
| 2e                     | Sporting-Tavira        | Portugal               | + 1 min 54 s           |
| 3e                     | Rádio Popular-Boavista | Portugal               | + 6 min 11 s           |
| modifier               |                        |                        |                        |

| Classement par points | Classement par points    | Classement par points | Classement par points | Classement par points |
| --------------------- | ------------------------ | --------------------- | --------------------- | --------------------- |
|                       | Coureur                  | Pays                  | Équipe                | Point(s)              |
| 1er                   | Vicente García de Mateos | Espagne               | Aviludo-Louletano-Uli | 155 points            |
| 2e                    | Raúl Alarcón             | Espagne               | W52                   | 115 pts               |
| 3e                    | Joni Brandão             | Portugal              | Sporting-Tavira       | 94 pts                |
| modifier              |                          |                       |                       |                       |

| Classement de la montagne | Classement de la montagne | Classement de la montagne | Classement de la montagne | Classement de la montagne |
| ------------------------- | ------------------------- | ------------------------- | ------------------------- | ------------------------- |
|                           | Coureur                   | Pays                      | Équipe                    | Point(s)                  |
| 1er                       | Raúl Alarcón              | Espagne                   | W52                       | 62 points                 |
| 2e                        | Joni Brandão              | Portugal                  | Sporting-Tavira           | 58 pts                    |
| 3e                        | David Rodrigues           | Portugal                  | Rádio Popular-Boavista    | 40 pts                    |
| modifier                  |                           |                           |                           |                           |

| Classement du meilleur jeune | Classement du meilleur jeune | Classement du meilleur jeune | Classement du meilleur jeune  | Classement du meilleur jeune |
|                              | Coureur                      | Pays                         | Équipe                        | Temps                        |
| ---------------------------- | ---------------------------- | ---------------------------- | ----------------------------- | ---------------------------- |
| 1er                          | Xuban Errazkin               | Espagne                      | Vito-Feirense-BlackJack       | en 41 h 25 min 25 s          |
| 2e                           | Óscar Rodríguez              | Espagne                      | Euskadi Basque Country-Murias | 41 h 27 min 51 s             |
| 3e                           | Gonçalo Carvalho             | Portugal                     | Miranda-Mortágua              | 41 h 36 min 10 s             |
| modifier                     |                              |                              |                               |                              |

| Classement du meilleur Portugais | Classement du meilleur Portugais | Classement du meilleur Portugais | Classement du meilleur Portugais | Classement du meilleur Portugais |
|                                  | Coureur                          | Pays                             | Équipe                           | Temps                            |
| -------------------------------- | -------------------------------- | -------------------------------- | -------------------------------- | -------------------------------- |
| 1er                              | Joni Brandão                     | Portugal                         | Sporting-Tavira                  | en 41 h 16 min 35 s              |
| 2e                               | Edgar Pinto                      | Portugal                         | Vito-Feirense-BlackJack          | 41 h 17 min 52 s                 |
| 3e                               | Frederico Figueiredo             | Portugal                         | Sporting-Tavira                  | 41 h 19 min 41 s                 |
| modifier                         |                                  |                                  |                                  |                                  |

| Classement du combiné | Classement du combiné    | Classement du combiné | Classement du combiné | Classement du combiné |
| --------------------- | ------------------------ | --------------------- | --------------------- | --------------------- |
|                       | Coureur                  | Pays                  | Équipe                | Point(s)              |
| 1er                   | Raúl Alarcón             | Espagne               | W52                   | 4 points              |
| 2e                    | Joni Brandão             | Portugal              | Sporting-Tavira       | 7 pts                 |
| 3e                    | Vicente García de Mateos | Espagne               | Aviludo-Louletano-Uli | 8 pts                 |
| modifier              |                          |                       |                       |                       |

### UCI Europe Tour
Ce tour du Portugal attribue des points pour l'UCI Europe Tour 2018.
Le barème des points du classement Europe Tour sur ce Tour du Portugal est le suivant :
| Position           | 1er | 2e | 3e | 4e | 5e | 6e | 7e | 8e | 9e | 10e | 11e | 12e | 13e à 15e | 16e à 25e |
| ------------------ | --- | -- | -- | -- | -- | -- | -- | -- | -- | --- | --- | --- | --------- | --------- |
| Classement général | 125 | 85 | 70 | 60 | 50 | 40 | 35 | 30 | 25 | 20  | 15  | 10  | 5         | 3         |
| Classement d'étape | 14  | 5  | 3  |    |    |    |    |    |    |     |     |     |           |           |
| Leader par étape   | 3   |    |    |    |    |    |    |    |    |     |     |     |           |           |

| Rang | Coureur                  | Équipe                  | Général | Etape | Leader | Total |
| ---- | ------------------------ | ----------------------- | ------- | ----- | ------ | ----- |
| 1er  | Raúl Alarcón             | W52-FC Porto            | 125     | 48    | 21     | 194   |
| 2e   | Joni Brandão             | Sporting-Tavira         | 85      | 11    | 0      | 96    |
| 3e   | Vicente García de Mateos | Aviludo-Louletano-Uli   | 70      | 50    | 0      | 120   |
| 4e   | Edgar Pinto              | Vito-Feirense-BlackJack | 60      | 5     | 0      | 65    |
| 5e   | Frederico Figueiredo     | Sporting-Tavira         | 50      | 0     | 0      | 50    |
| 6e   | João Benta               | Radio Popular-Boavista  | 40      | 8     | 0      | 48    |
| 7e   | João Rodrigues           | W52-FC Porto            | 35      | 5     | 0      | 40    |
| 8e   | Ricardo Mestre           | W52-FC Porto            | 30      | 0     | 0      | 30    |
| 9e   | Luís Fernandes           | Aviludo-Louletano-Uli   | 25      | 0     | 0      | 25    |
| 10e  | Henrique Casimiro        | Efapel                  | 20      | 0     | 0      | 20    |

## Évolution des classements
| Étape | Vainqueur                                         | Classement général-Maillot jaune "Santander" | Classement par points-Maillot vert "Rubis Gas"    | Classement de la montagne-Maillot bleu "Liberty Seguros" | Classement du meilleur jeune-Maillot blanc "RTP" | Classement par équipes-Dossard jaune "EDP" | Classement combiné-Dossard noir "KIA"             | Prix du meilleur Portugais-Dossard vert "Jogos Santacasa" |
| ----- | ------------------------------------------------- | -------------------------------------------- | ------------------------------------------------- | -------------------------------------------------------- | ------------------------------------------------ | ------------------------------------------ | ------------------------------------------------- | --------------------------------------------------------- |
| P     | Rafael Reis (Caja Rural-Seguros RGA )             | Rafael Reis (Caja Rural-Seguros RGA )        | -                                                 | -                                                        | César Martingil (Liberty Seguros-Carglass )      | Sporting-Tavira                            | -                                                 | Rafael Reis (Caja Rural-Seguros RGA )                     |
| 1     | Riccardo Stacchiotti (MsTina-Focus )              | Rafael Reis (Caja Rural-Seguros RGA )        | Riccardo Stacchiotti (MsTina-Focus )              | Mario Vogt (Sapura Cycling )                             | César Martingil (Liberty Seguros-Carglass )      | Sporting-Tavira                            | Mario Vogt (Sapura Cycling )                      | Rafael Reis (Caja Rural-Seguros RGA )                     |
| 2     | Vicente García de Mateos (Aviludo-Louletano-Uli ) | Rafael Reis (Caja Rural-Seguros RGA )        | Luís Mendonça (Aviludo-Louletano-Uli )            | Mario Vogt (Sapura Cycling )                             | César Martingil (Liberty Seguros-Carglass )      | Sporting-Tavira                            | Mario Vogt (Sapura Cycling )                      | Rafael Reis (Caja Rural-Seguros RGA )                     |
| 3     | Raúl Alarcón (W52-FC Porto )                      | Raúl Alarcón (W52-FC Porto )                 | Vicente García de Mateos (Aviludo-Louletano-Uli ) | Mario Vogt (Sapura Cycling )                             | Óscar Rodríguez (Euskadi Basque Country-Murias ) | W52-FC Porto                               | Vicente García de Mateos (Aviludo-Louletano-Uli ) | Joni Brandão (Sporting-Tavira )                           |
| 4     | Raúl Alarcón (W52-FC Porto )                      | Raúl Alarcón (W52-FC Porto )                 | Vicente García de Mateos (Aviludo-Louletano-Uli ) | Raúl Alarcón (W52-FC Porto )                             | Xuban Errazkin (Vito-Feirense-BlackJack )        | Sporting-Tavira                            | Raúl Alarcón (W52-FC Porto )                      | Joni Brandão (Sporting-Tavira )                           |
| 5     | Riccardo Stacchiotti (MsTina-Focus )              | Raúl Alarcón (W52-FC Porto )                 | Vicente García de Mateos (Aviludo-Louletano-Uli ) | Raúl Alarcón (W52-FC Porto )                             | Xuban Errazkin (Vito-Feirense-BlackJack )        | Sporting-Tavira                            | Raúl Alarcón (W52-FC Porto )                      | Joni Brandão (Sporting-Tavira )                           |
| 6     | Domingos Gonçalves (Radio Popular-Boavista )      | Raúl Alarcón (W52-FC Porto )                 | Vicente García de Mateos (Aviludo-Louletano-Uli ) | Raúl Alarcón (W52-FC Porto )                             | Xuban Errazkin (Vito-Feirense-BlackJack )        | Sporting-Tavira                            | Raúl Alarcón (W52-FC Porto )                      | Joni Brandão (Sporting-Tavira )                           |
| 7     | Enrique Sanz (Euskadi Basque Country-Murias )     | Raúl Alarcón (W52-FC Porto )                 | Vicente García de Mateos (Aviludo-Louletano-Uli ) | Raúl Alarcón (W52-FC Porto )                             | Xuban Errazkin (Vito-Feirense-BlackJack )        | Sporting-Tavira                            | Raúl Alarcón (W52-FC Porto )                      | Joni Brandão (Sporting-Tavira )                           |
| 8     | Vicente García de Mateos (Aviludo-Louletano-Uli ) | Raúl Alarcón (W52-FC Porto )                 | Vicente García de Mateos (Aviludo-Louletano-Uli ) | Joni Brandão (Sporting-Tavira )                          | Xuban Errazkin (Vito-Feirense-BlackJack )        | Sporting-Tavira                            | Raúl Alarcón (W52-FC Porto )                      | Joni Brandão (Sporting-Tavira )                           |
| 9     | Raúl Alarcón (W52-FC Porto )                      | Raúl Alarcón (W52-FC Porto )                 | Vicente García de Mateos (Aviludo-Louletano-Uli ) | Raúl Alarcón (W52-FC Porto )                             | Xuban Errazkin (Vito-Feirense-BlackJack )        | Sporting-Tavira                            | Raúl Alarcón (W52-FC Porto )                      | Joni Brandão (Sporting-Tavira )                           |
| 10    | Vicente García de Mateos (Aviludo-Louletano-Uli ) | Raúl Alarcón (W52-FC Porto )                 | Vicente García de Mateos (Aviludo-Louletano-Uli ) | Raúl Alarcón (W52-FC Porto )                             | Xuban Errazkin (Vito-Feirense-BlackJack )        | W52-FC Porto                               | Raúl Alarcón (W52-FC Porto )                      | Joni Brandão (Sporting-Tavira )                           |

## Liste des participants
- Liste de départ complète

| Légende                                    | Légende                                                                                         | Légende                                | Légende                                                                                                  |
| ------------------------------------------ | ----------------------------------------------------------------------------------------------- | -------------------------------------- | --- |
| Num                                        | Dossard de départ porté par le coureur sur ce Tour du Portugal                                  | Pos                                    | Position finale au classement général                                                                    |
| Leader du classement général               | Indique le vainqueur du classement général                                                      | Leader du classement par points        | Indique le vainqueur du classement par points                                                            |
| Leader du classement de la montagne        | Indique le vainqueur du classement de la montagne                                               | Leader du classement du meilleur jeune | Indique le vainqueur du classement du meilleur jeune                                                     |
| Leader du classement du meilleur Portugais | Indique le vainqueur du classement du meilleur Portugais                                        |                                        | Indique un maillot de champion national ou mondial, suivi de sa spécialité                               |
| #                                          | Indique la meilleure équipe                                                                     | NP                                     | Indique un coureur qui n'a pas pris le départ d'une étape, suivi du numéro de l'étape où il s'est retiré |
| AB                                         | Indique un coureur qui n'a pas terminé une étape, suivi du numéro de l'étape où il s'est retiré | HD                                     | Indique un coureur qui a terminé une étape hors des délais, suivi du numéro de l'étape                   |
| DSQ                                        | Indique un coureur qui a été disqualifié de la course, suivi du numéro de l'étape               | *                                      | Indique un coureur en lice pour le classement du meilleur jeune (coureurs nés après le 1er janvier 1995) |

| W52-FC Porto W52 #               | W52-FC Porto W52 #           | W52-FC Porto W52 # |
| -------------------------------- | ---------------------------- | ------------------ |
| Num                              | Coureur                      | Pos                |
| 1                                | Raúl Alarcón (ESP)           | DSQ                |
| 2                                | Ricardo Mestre (POR) -       | 8e                 |
| 3                                | César Fonte (POR) -          | 42e                |
| 4                                | António Carvalho (POR) -     | 35e                |
| 5                                | Rui Vinhas (POR) -           | 85e                |
| 6                                | João Rodrigues (POR) -       | 7e                 |
| 7                                | Gustavo César Veloso (ESP) - | 39e                |
| Directeur sportif : Nuno Ribeiro |                              |                    |

| WB-Aqua Protect-Veranclassic WVA 17e  | WB-Aqua Protect-Veranclassic WVA 17e | WB-Aqua Protect-Veranclassic WVA 17e |
| ------------------------------------- | ------------------------------------ | ------------------------------------ |
| Num                                   | Coureur                              | Pos                                  |
| 11                                    | Eliot Lietaer (BEL) -                | NP-7                                 |
| 12                                    | Julien Stassen (BEL) -               | 91e                                  |
| 13                                    | Franklin Six* (BEL) -                | 107e                                 |
| 14                                    | Ludovic Robeet (BEL) -               | AB-10                                |
| 15                                    | Antoine Warnier (BEL) -              | AB-4                                 |
| 16                                    | Christophe Masson (FRA) -            | 34e                                  |
| 17                                    | Thomas Deruette* (BEL) -             | 74e                                  |
| Directeur sportif : Frédéric Amorison |                                      |                                      |

| Israel Cycling Academy ICA 7e      | Israel Cycling Academy ICA 7e | Israel Cycling Academy ICA 7e |
| ---------------------------------- | ----------------------------- | ----------------------------- |
| Num                                | Coureur                       | Pos                           |
| 21                                 | Awet Gebremedhin (SWE) -      | 27e                           |
| 22                                 | José Manuel Díaz (ESP) -      | 53e                           |
| 23                                 | Omer Goldstein* (ISR) clm     | 82e                           |
| 24                                 | Nathan Earle (AUS) -          | 15e                           |
| 25                                 | Matteo Badilatti (SUI) -      | NP-7                          |
| 26                                 | Guy Niv (ISR) -               | 57e                           |
| 27                                 | Benjamin Perry (CAN) -        | 88e                           |
| Directeur sportif : Óscar Guerrero |                               |                               |

| Sapura Cycling TSC 14e                     | Sapura Cycling TSC 14e          | Sapura Cycling TSC 14e |
| ------------------------------------------ | ------------------------------- | ---------------------- |
| Num                                        | Coureur                         | Pos                    |
| 31                                         | Muhammad Zawawi Azman (MAL) -   | 89e                    |
| 32                                         | Akmal Zakaria* (MAL) -          | 96e                    |
| 33                                         | Jesse Ewart (AUS) -             | 55e                    |
| 34                                         | Mario Vogt (ALL) -              | 76e                    |
| 35                                         | Muhsin Al Redha Misbah* (MAL) - | 81e                    |
| 36                                         | Víctor Niño (COL) -             | 59e                    |
| 37                                         | Jahir Pérez (COL) -             | 64e                    |
| Directeur sportif : Mohd Sayuti Mohd Zahit |                                 |                        |

| Euskadi Basque Country-Murias EUS 8e | Euskadi Basque Country-Murias EUS 8e | Euskadi Basque Country-Murias EUS 8e |
| ------------------------------------ | ------------------------------------ | ------------------------------------ |
| Num                                  | Coureur                              | Pos                                  |
| 41                                   | Fernando Barceló* (ESP) -            | 40e                                  |
| 42                                   | Aitor González Prieto (ESP) -        | 93e                                  |
| 43                                   | Óscar Rodríguez* (ESP) -             | 20e                                  |
| 44                                   | Sergio Samitier* (ESP) -             | 62e                                  |
| 45                                   | Enrique Sanz (ESP) -                 | 87e                                  |
| 46                                   | Beñat Txoperena (ESP) -              | 46e                                  |
| 47                                   | Gotzon Udondo (ESP) -                | 101e                                 |
| Directeur sportif : Rubén Pérez      |                                      |                                      |

| Ecuador ECU 18e                    | Ecuador ECU 18e              | Ecuador ECU 18e |
| ---------------------------------- | ---------------------------- | --------------- |
| Num                                | Coureur                      | Pos             |
| 51                                 | Byron Guamá (ECU) -          | 73e             |
| 52                                 | Anderson Paredes* (VEN) -    | 102e            |
| 53                                 | Cristian Pita* (ECU) -       | AB-3            |
| 55                                 | Santiago Montenegro* (ECU) - | AB-3            |
| 56                                 | Benjamín Quinteros* (ECU) -  | 104e            |
| 57                                 | Wilson Haro* (ECU) -         | 33e             |
| Directeur sportif : Santiago Cambi |                              |                 |

| Caja Rural-Seguros RGA CJR 9e           | Caja Rural-Seguros RGA CJR 9e | Caja Rural-Seguros RGA CJR 9e |
| --------------------------------------- | ----------------------------- | ----------------------------- |
| Num                                     | Coureur                       | Pos                           |
| 61                                      | Joaquim Silva (POR) -         | AB-1                          |
| 62                                      | Josu Zabala (ESP) -           | 69e                           |
| 63                                      | Cristian Rodríguez* (ESP) -   | 38e                           |
| 64                                      | Rafael Reis (POR) -           | 70e                           |
| 65                                      | Antonio Molina (ESP) -        | 67e                           |
| 66                                      | Jon Irisarri* (ESP) -         | 66e                           |
| 67                                      | Danilo Celano (ITA) -         | 51e                           |
| Directeur sportif : José Miguel Reviejo |                               |                               |

| Team Coop TCO 11e                     | Team Coop TCO 11e            | Team Coop TCO 11e |
| ------------------------------------- | ---------------------------- | ----------------- |
| Num                                   | Coureur                      | Pos               |
| 71                                    | Håkon Aalrust* (NOR) -       | NP-6              |
| 72                                    | Louis Bendixen* (DAN) -      | NP-2              |
| 73                                    | Anton Tunset* (NOR) -        | AB-5              |
| 74                                    | Krister Hagen (NOR) -        | 18e               |
| 75                                    | Øivind Lukkedahl (NOR) -     | 47e               |
| 76                                    | Trond Håkon Trondsen (NOR) - | NP-9              |
| 77                                    | Fredrik Ludvigsson (SWE) -   | 45e               |
| Directeur sportif : Gilbert De Weerdt |                              |                   |

| Differdange-Losch CCD 10e            | Differdange-Losch CCD 10e | Differdange-Losch CCD 10e |
| ------------------------------------ | ------------------------- | ------------------------- |
| Num                                  | Coureur                   | Pos                       |
| 81                                   | Olivier Pardini (BEL) -   | NP-6                      |
| 82                                   | Ivan Centrone* (LUX) -    | AB-5                      |
| 83                                   | Sam Mobberley* (NZL) -    | 100e                      |
| 84                                   | Maxim Rusnac (MDA) -      | 68e                       |
| 85                                   | Josh Teasdale (GBR) -     | 25e                       |
| 86                                   | Larry Valvasori (LUX) -   | 44e                       |
| 87                                   | Laurin Winter (ALL) -     | 95e                       |
| Directeur sportif : Francis Da Silva |                           |                           |

| Sporting-Tavira STA 2e          | Sporting-Tavira STA 2e       | Sporting-Tavira STA 2e |
| ------------------------------- | ---------------------------- | ---------------------- |
| Num                             | Coureur                      | Pos                    |
| 91                              | Joni Brandão (POR)           | 2e                     |
| 92                              | Alejandro Marque (ESP) -     | 13e                    |
| 93                              | Álvaro Trueba (ESP) -        | 92e                    |
| 94                              | Mario González Salas (ESP) - | AB-3                   |
| 95                              | Frederico Figueiredo (POR) - | 5e                     |
| 96                              | Alexander Grigoriev (RUS) -  | 79e                    |
| 97                              | Rinaldo Nocentini (ITA) -    | 36e                    |
| Directeur sportif : Vidal Fitas |                              |                        |

| Aviludo-Louletano-Uli ALU 4e      | Aviludo-Louletano-Uli ALU 4e   | Aviludo-Louletano-Uli ALU 4e |
| --------------------------------- | ------------------------------ | ---------------------------- |
| Num                               | Coureur                        | Pos                          |
| 101                               | Vicente García de Mateos (ESP) | 3e                           |
| 102                               | Luís Mendonça (POR) -          | 23e                          |
| 103                               | Óscar Hernández (ESP) -        | 52e                          |
| 104                               | Luís Fernandes (POR) -         | 11e                          |
| 105                               | David de la Fuente (ESP) -     | 80e                          |
| 106                               | Márcio Barbosa (POR) -         | 37e                          |
| 107                               | Rui Rodrigues (POR) -          | 43e                          |
| Directeur sportif : Jorge Piedade |                                |                              |

| Amore & Vita-Prodir AMO 16e          | Amore & Vita-Prodir AMO 16e | Amore & Vita-Prodir AMO 16e |
| ------------------------------------ | --------------------------- | --------------------------- |
| Num                                  | Coureur                     | Pos                         |
| 111                                  | Pierpaolo Ficara (ITA) -    | 49e                         |
| 112                                  | Kristian Yustre (COL) -     | AB-5                        |
| 113                                  | Mirko Trosino (ITA) -       | 84e                         |
| 114                                  | Viesturs Lukševics (LAT) -  | 77e                         |
| 115                                  | Iltjan Nika* (ALB) -        | AB-5                        |
| 116                                  | Maris Bogdanovics (LAT) -   | AB-3                        |
| 117                                  | Colin Stüssi (SUI) -        | AB-9                        |
| Directeur sportif : Francesco Frassi |                             |                             |

| Efapel EFP 6e                     | Efapel EFP 6e             | Efapel EFP 6e |
| --------------------------------- | ------------------------- | ------------- |
| Num                               | Coureur                   | Pos           |
| 121                               | Sergio Paulinho (POR) -   | 17e           |
| 122                               | Daniel Mestre (POR) -     | 29e           |
| 123                               | Rafael Silva (POR) -      | 31e           |
| 124                               | Henrique Casimiro (POR) - | 10e           |
| 125                               | Marcos Jurado (ESP) -     | 99e           |
| 126                               | Bruno Silva (POR) -       | 19e           |
| 127                               | Jesús del Pino (ESP) -    | 22e           |
| Directeur sportif : Américo Silva |                           |               |

| Vito-Feirense-BlackJack VFB 5e      | Vito-Feirense-BlackJack VFB 5e | Vito-Feirense-BlackJack VFB 5e |
| ----------------------------------- | ------------------------------ | ------------------------------ |
| Num                                 | Coureur                        | Pos                            |
| 131                                 | Edgar Pinto (POR) -            | 4e                             |
| 132                                 | Hugo Sancho (POR)              | 32e                            |
| 133                                 | Luís Afonso (POR) -            | 21e                            |
| 134                                 | Ricardo Ferreira (POR) -       | 86e                            |
| 135                                 | João Matias (POR) -            | 63e                            |
| 136                                 | Soufiane Haddi (MAR) -         | 71e                            |
| 137                                 | Xuban Errazkin* (ESP)          | 16e                            |
| Directeur sportif : Joaquim Andrade |                                |                                |

| RP-Boavista RPB 3e              | RP-Boavista RPB 3e                 | RP-Boavista RPB 3e |
| ------------------------------- | ---------------------------------- | ------------------ |
| Num                             | Coureur                            | Pos                |
| 141                             | Domingos Gonçalves (POR) clm-route | 9e                 |
| 142                             | Daniel Silva (POR) -               | 12e                |
| 143                             | David Rodrigues (POR) -            | 14e                |
| 144                             | Luís Gomes* (POR) -                | 26e                |
| 145                             | Óscar Pelegrí (ESP) -              | 75e                |
| 146                             | Filipe Cardoso (POR) -             | 54e                |
| 147                             | João Benta (POR) -                 | 6e                 |
| Directeur sportif : José Santos |                                    |                    |

| MsTina-Focus MST 19e                 | MsTina-Focus MST 19e         | MsTina-Focus MST 19e |
| ------------------------------------ | ---------------------------- | -------------------- |
| Num                                  | Coureur                      | Pos                  |
| 151                                  | Emil Dima* (ROU) -           | 108e                 |
| 152                                  | Mattia Marcelli (ITA) -      | 105e                 |
| 154                                  | Andrea Ruscetta (ITA) -      | 103e                 |
| 155                                  | Raul-Antonio Sinza* (ROU) -  | 106e                 |
| 156                                  | Riccardo Stacchiotti (ITA) - | 97e                  |
| 157                                  | Federico Zurlo (ITA) -       | 58e                  |
| Directeur sportif : Stefano Giuliani |                              |                      |

| Miranda-Mortágua MIR 15e        | Miranda-Mortágua MIR 15e  | Miranda-Mortágua MIR 15e |
| ------------------------------- | ------------------------- | ------------------------ |
| Num                             | Coureur                   | Pos                      |
| 161                             | Antonio Barbio (POR) -    | AB-3                     |
| 162                             | Nuno Meireles (POR)       | 78e                      |
| 163                             | Hugo Nunes* (POR) -       | 41e                      |
| 164                             | Jorge Magalhães* (POR) -  | 90e                      |
| 165                             | Francisco Campos* (POR) - | 98e                      |
| 166                             | Gonçalo Carvalho* (POR) - | 24e                      |
| 167                             | Pedro Teixeira* (POR) -   | AB-3                     |
| Directeur sportif : Pedro Silva |                           |                          |

| Liberty Seguros-Carglass LSC 13e   | Liberty Seguros-Carglass LSC 13e | Liberty Seguros-Carglass LSC 13e |
| ---------------------------------- | -------------------------------- | -------------------------------- |
| Num                                | Coureur                          | Pos                              |
| 171                                | André Carvalho* (POR)            | 30e                              |
| 172                                | César Martingil* (POR) -         | AB-4                             |
| 173                                | Gaspar Gonçalves* (POR) -        | 60e                              |
| 174                                | Rafael Lourenço* (POR) -         | 83e                              |
| 175                                | Venceslau Fernandes* (POR) -     | 48e                              |
| 176                                | Carlos Cobos* (ESP) -            | 50e                              |
| 177                                | Samuel Blanco (ESP) -            | AB-7                             |
| Directeur sportif : Manuel Correia |                                  |                                  |

| LA Aluminios LAA 12e              | LA Aluminios LAA 12e    | LA Aluminios LAA 12e |
| --------------------------------- | ----------------------- | -------------------- |
| Num                               | Coureur                 | Pos                  |
| 181                               | Nuno Almeida (POR)      | 28e                  |
| 182                               | Gonçalo Leaça* (POR) -  | 65e                  |
| 183                               | David Ribeiro* (POR) -  | 72e                  |
| 184                               | Fabio Oliveira (POR) -  | 94e                  |
| 185                               | Paulo Silva* (POR) -    | AB-9                 |
| 186                               | Patrick Videira (POR) - | 61e                  |
| 187                               | João Fernandes* (POR) - | 56e                  |
| Directeur sportif : Hernâni Brôco |                         |                      |